# La Fièvre de Bercy
 (février 2017).
Si vous disposez d'ouvrages ou d'articles de référence ou si vous connaissez des sites web de qualité traitant du thème abordé ici, merci de compléter l'article en donnant les références utiles à sa vérifiabilité et en les liant à la section « Notes et références ».
La Fièvre de Bercy est le soixante-et-unième tome de la série Michel Vaillant. Il a pour cadre les Elf Masters de karting disputés au palais omnisports de Paris-Bercy.

## Synopsis
Bien qu'il n'aient jamais fait de karting, Michel Vaillant et Steve Warson participent pour la première fois aux Elf Masters de karting à Bercy. Michel souhaite profiter d'un week-end de fête, mais il est harcelé par Billy, un de ses fans qui lui demande des faveurs toujours plus grandes. De son côté, Steve, qui effectue son retour à la compétition, veut devenir le premier Américain à remporter les Elf Masters et il cherche à séduire Penny, une pom-pom girl. Si la première course du weekend est marquée par le spectaculaire accident de Steve alors qu'il voulait éviter de se faire prendre un tour par les premiers, l'Américain s'améliore soudainement lors des essais du lendemain. Cependant, pendant qu'il tourne, Michel voit Billy commettre un hold-up au centre de chronométrage, puis prendre la fuite en prenant Penny en otage.

## Personnages réels présents
- Michael Schumacher
- Jacques Villeneuve
- Alain Prost
- Ayrton Senna
- David Coulthard
- Alessandro Zanardi
- Johnny Herbert
- Olivier Panis
- Pedro Lamy
- Emmanuel Collard
- Henri Pescarolo
- Philippe Streiff
- Eric van de Poele
- Jean-Christophe Boullion
- Mika Salo
- Luca Badoer
- Franck Lagorce
- Vincenzo Sospiri

Un petit clin d'oeil à l'univers d'Astérix se trouve à la page 37 de cet album, lorsque Michel croise la route d'un camion sur lequel on peut lire "Ordralfabétix - la passion du poisson".

### Documentation
- Laurent Mélikian, « Prost au POPB », BoDoï, no 15,‎ janvier 1999, p. 8.